# سینما قدس (اصفهان)
سینما قدس یک سینما در شهر اصفهان، ایران است.
این سینما که مالکیت آن خصوصی می‌باشد دارای دو سالن با ظرفیت ۸۵۰ نفر است. سینما قدس در بهمن ۱۳۹۴ میزبان کنسرت فرزاد فرزین بوده است.

## نشست‌های نقد فیلم
در سال ۱۳۶۸ هر هفته جمعه صبح در سینما قدس اصفهان نشست‌های اکران، نقد و بررسی فیلم‌های سینمایی برگزار می‌شد. در این نشست‌ها منتقدانی مانند زاون قوکاسیان، امیر شیران و محمدعلی مرادی به نقد فیلم می‌پرداختند.

## تعطیلی
در سال ۱۳۹۸ سینما قدس بخاطر کرونا تعطیل شد و پس از مدتی بخاطر مرگ مالکش منحل شد.